# Tainia elmeri
Tainia elmeri är en orkidéart som beskrevs av Oakes Ames. Tainia elmeri ingår i släktet Tainia och familjen orkidéer. Inga underarter finns listade i Catalogue of Life.